# تقويم جاوي

التقويم الجاوي (بالجاوية: ꦥꦤꦁꦒꦭ꧀ꦭꦤ꧀ꦗꦮ، وبالرومنة الجاوية: Pananggalan Jawa) هو الجدول الزمني للشعب الجاوي. يتم استخدامه بالتزامن مع اثنين من التقويمات الأخرى وهما التقويم الغريغوري والتقويم الإسلامي. التقويم الغريغوري هو التقويم الرسمي لجمهورية إندونيسيا والمجتمع المدني، في حين يستخدم التقويم الإسلامي من قبل المسلمين والحكومة الإندونيسية للعبادة الدينية وتحديد العطلات الإسلامية ذات الصلة.
يستخدم التقويم الجاوي من قبل الأعراق الرئيسية على جزيرة جاوة: الجاوية، مادوريس والشعب السوندي - في المقام الأول كرمز ثقافي، ويستخدم التقويم الجاوي للأغراض الثقافية والميتافيزيقية لهذه الشعوب الجاوية.

## دورات التقويم
يحتوي التقويم الجاوي على عدة قياسات متداخلة ولكن منفصلة، تسمى الدورات.

## تقسيم الوقت
تبدأ الأيام في التقويم الجاوي عند وقت الغروب وهي في ذلك مشابهة للتقويم الإسلامي. وتقليديا يُلاحظ أن الشعب الجاوي لم يقسم الصباح والمساء إلى ساعات، إنما إلى فترات متتابعة. تقسيمات النهار والمساء هي كالآتي:
| البداية | نهاية   | الاسم بالجاوية                  | المعنى بالعربية    |
| ------- | ------- | ------------------------------- | ------------------ |
| 6 صباحاً | 8 صباحاً | esuk (بالجاوية: ꦲꦺꦱꦸꦏ꧀)            | الصباح             |
| 8 صباحاً | 12 مساءً | teng'angi (بالجاوية: ꦠꦼꦁꦲꦔꦶ)       | منتصف النهار       |
| 12 مساءً | 1 مساءً  | bedug' (بالجاوية: ꦧꦼꦢꦸꦒ꧀)          | وقت صلاة الظهر     |
| 1 مساءً  | 3 مساءً  | lingsir kulon (بالجاوية: ꦭꦶꦁꦱꦶꦂꦏꦸꦭꦺꦴꦤ꧀) | (الشمس) تنتقل غرباً |
| 3 مساءً  | 6 مساءً  | asar (بالجاوية: ꦲꦱꦂ)             | وقت صلاة العصر     |
| 6 مساءً  | 8 مساءً  | sore (بالجاوية: ꦱꦺꦴꦉ)             | المساء             |
| 8 مساءً  | 11 مساءً | sirap (بالجاوية: ꦱꦶꦫꦥ꧀)           | وقت النوم          |
| 11 مساءً | 1 صباحاً | tengah wengi (بالجاوية: ꦠꦼꦔꦃꦮꦼꦔꦶ)   | منتصف الليل        |
| 1 صباحاً | 3 صباحاً | lingsir wengi (بالجاوية: ꦭꦶꦁꦱꦶꦂꦮꦼꦔꦶ)  | آخر الليل          |
| 3 صباحاً | 6 صباحاً | bangun (بالجاوية: ꦧꦔꦸꦤ꧀)          | الاستيقاظ          |

## دورات الأيام

### الأسبوع المؤلف من خمسة أيام (باساران)
- بالجاوية: ꦊꦒꦶ (ليغي) – بالجاوية: ꦩꦤꦶꦱ꧀ (مانيس)
- بالجاوية: ꦥꦲꦶꦁ (پاهينغ) – بالجاوية: ꦥꦲꦶꦠ꧀ (پاييت)
- بالجاوية: ꦥꦺꦴꦤ꧀ (پون) – بالجاوية: ꦥꦼꦠꦏ꧀ (پيتاك)
- بالجاوية: ꦮꦒꦺ (واغي) – بالجاوية: ꦕꦼꦩꦺꦁ (سيمينغ)
- بالجاوية: ꦏ꧀ꦭꦶꦮꦺꦴꦤ꧀ (كليوون) – بالجاوية: ꦲꦱꦶꦃ (آسيه)

### الأسبوع المؤلف من سبعة أيام
دورة الأسبوع المؤلف من سبعة أيام (dina pitu؛ وتعني: «سبعة أيام») مشتقة من التقويم الإسلامي التقليدي، وأخذت من العرب بعد انتشار الإسلام في الأرخبيل الإندونيسي. إن أسماء أيام الأسبوع بالجاوية مشتقة من نظيرتها باللغة العربية وهي:
| بالجاوية                       | بالعربية |
| ------------------------------ | -------- |
| Senin (بالجاوية: ꦱꦼꦤꦶꦤ꧀)          | الاثنين  |
| Selasa (بالجاوية: ꦱꦼꦭꦱ)         | الثلاثاء |
| Rebo (بالجاوية: ꦉꦧꦸ)            | الأربعاء |
| Kemis (بالجاوية: ꦏꦼꦩꦶꦱ꧀)          | الخميس   |
| Jemuwah (بالجاوية: ꦗꦼꦩꦸꦮꦃ)        | الجمعة   |
| Setu (بالجاوية: ꦱꦼꦠꦸ)            | السبت    |
| Minggu/Ahad (بالجاوية: ꦩꦶꦁꦒꦸ/ꦄꦲꦢ꧀) | الأحد    |

يتزامن هذين النظامين الأسبوعيين في الآن ذاته وهو ما يعني أن أحد أيام «الجمعة» قد يصادف يوم «كيلوون» فيطلق عليه «جمعة كيلوون» (Jumat Kliwon). ويشكّل الجمع ما بين النظاميين ما يعرف باسم «دورة ويتونان».